# Victor Halperin
Victor Hugo Halperin (Chicago, Illinois, 24 d'agost de 1895 - Bentonville (Arkansas), 17 de maig de 1983) va ser un actor d'escena, director d'escena i director de cinema, productor i escriptor estatunidenc. La majoria de les seves obres van incloure pel·lícules romàntiques i de terror. El seu germà, amb qui va col·laborar, va ser el productor Edward Halperin (12 de maig de 1898 – 2 de març de 1981).

## Biografia
Victor Halperin va començar la seva carrera com a cineasta l'any 1922, treballant com a escriptor a "The Danger Point" (una història original). En dos anys, va estar treballant com a escriptor, productor i director a la pel·lícula d'Agnes Ayres, When a Girl Loves. És conegut sobretot per la seva pel·lícula de terror de 1932 Morts vivents, protagonitzada per Madge Bellamy i Bela Lugosi. Una vegada que es pensava "perduda", la pel·lícula ha anat creixent en alçada al llarg dels anys, guanyant primer un estatus de culte i, finalment, esdevenint reconeguda com un dels principals clàssics del gènere. Anys després de l'estrena de la pel·lícula, Victor Halperin va expressar el seu disgust per les seves pel·lícules de terror: "No crec en la por, la violència i l'horror, així que per què traficar-ne?"
Altres pel·lícules de terror notables que Halperin va dirigir inclouen Supernatural (1933) i Revolt of the Zombies (1936).
Halperin treballava sovint en col·laboració amb el seu germà Edward. Els germans Halperin van produir una sèrie de pel·lícules independents de baix pressupost a la dècada de 1930. Victor Halperin es va retirar el 1942, després de treballar com a director als estudis PRC.

## Filmografia
Director
- Greater Than Marriage (1924)
- When a Girl Loves (1924) (també productor)
- The Unknown Lover (1925) (també productor)
- School for Wives (1925) (també productor)
- In Borrowed Plumes (1926) (també productor)
- Dance Magic (1927)
- Ex-Flame (1930)
- Party Girl (1930) (també productor)
- Morts vivents (1932)
- Supernatural (1933) (també productor)
- I Conquer the Sea! (1936) (també productor)
- Revolt of the Zombies (1936)
- Racing Blood (1936)
- Nation Aflame (1937) (també productor)
- Buried Alive (1939)
- Torture Ship (1939)
- Girls' Town (1942)

Productor
- The Danger Point (1922)
- Double Reward (1922) (short film)
- Convoy (1927)
- She Goes to War (1929)